# Национальное агентство аккредитации Украины
Национальное агентство аккредитации Украины (НААУ) — национальный орган аккредитации Украины, созданный для подтверждения компетентности и повышения уровня доверия к органам оценки соответствия (лабораторий: калибровочных и испытательных и органов сертификации: систем качества, персонала, продукции).
Национальное агентство аккредитации Украины создано в 2002 году центральным органом исполнительной власти по вопросам экономики Украины (Министерством экономики) в соответствии с требованием Закона Украины «Про аккредитацию органов оценки соответствия». Агентство является частью системы Международной стандартизации и в своей деятельности опирается на Международный стандарт ISO/IEC 17011 и процедуры международных профессиональных организаций. Деятельность агентства признана мировым сообществом аккредитации: Европейской кооперацией аккредитации (ЕА), Международным аккредитационным форумом (IAF) и Международной ассоциацией аккредитации лабораторий (ILAC), путём подписания договоров о сотрудничестве и ассоциированном членстве в этих организациях.
В ноябре 2009 г. Дмитрий Зоргач (председатель НААУ) и Томас Факлам (глава комитета многосторонних соглашений ЕА) подписали договор о взаимном признании результатов аккредитации органов сертификации персонала.
По одному адресу с НААУ зарегистрирован его клон, "Международная ассоциация органов по оценке соответствия" (МАООВ), занимающаяся финансовыми потоками агентства.